# Cautious Clay

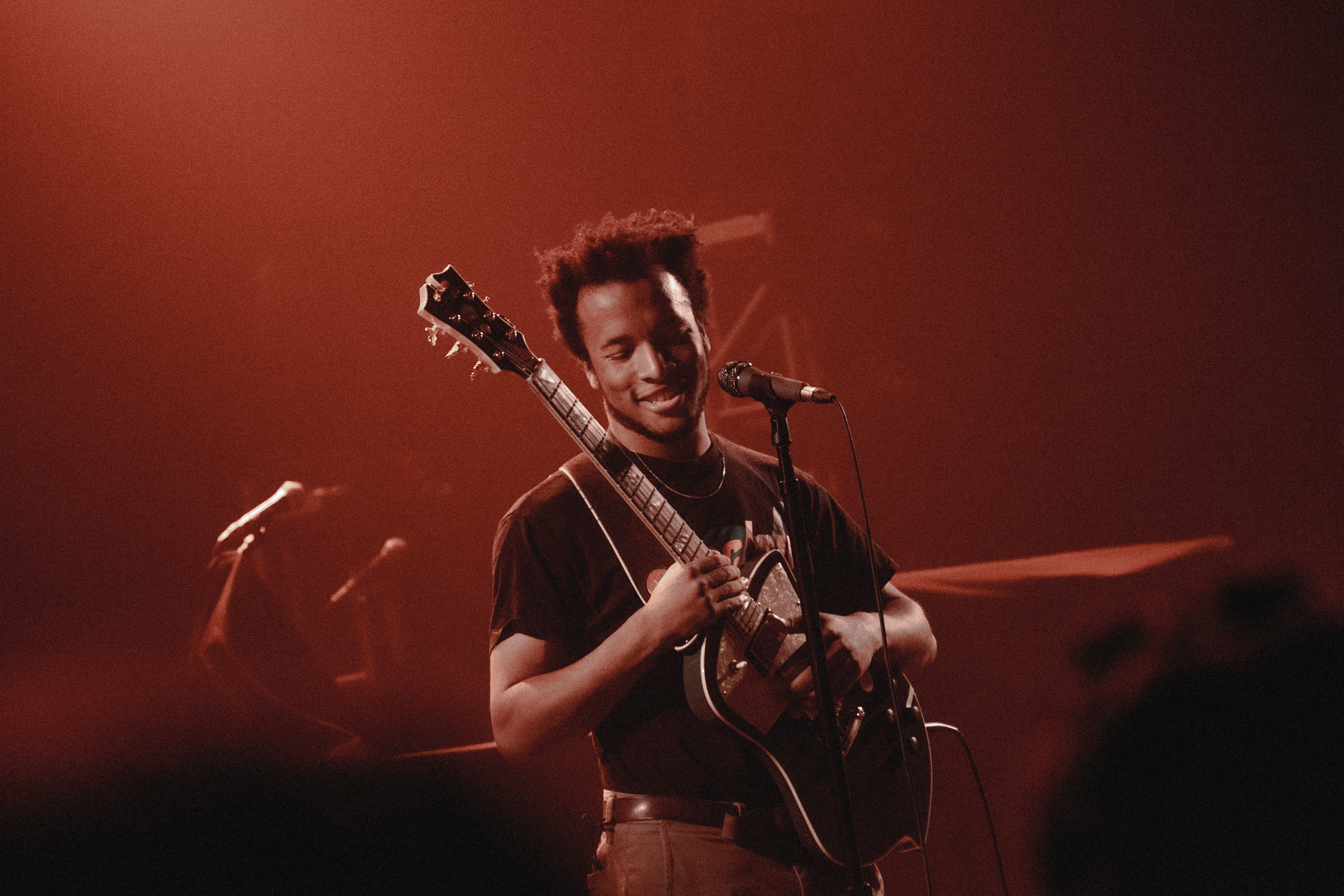

Joshua Karpeh (Cleveland (Ohio), 30 januari 1993), in de muziekwereld beter bekend onder de artiestennaam Cautious Clay, is een Amerikaanse singer-songwriter, multi-instrumentalist en producer. Zijn muziek is te kwalificeren als rhythm-and-blues, hiphop en experimentele indie.

## Jeugd
Karpeh werd geboren in Cleveland, Ohio. Daar leert hij op de middelbare school dwarsfluit en saxofoon spelen. Hij studeert in 2015 af aan de George Washington University, om vervolgens te verhuizen naar Brooklyn. Het duurt dan nog twee jaar voordat hij zich fulltime op muziek stort - eerst werkte hij als makelaar.

## Loopbaan
In 2017 debuteert Karpeh met de single Cold War. Daarop bezingt hij zijn relatieleed, maar berispt hij tegelijk de oppervlakkigheid van zijn generatie. Over dating-app Tinder, waar men potentiële partners goed- of afkeurt met een veeg over een telefoonscherm, zingt hij: ‘Cause you only swipe right if you f*ck for follows / Welcome to the days of the broke and shallow.’ Op Spotify vergaart het nummer meer dan vijftig miljoen streams, mede dankzij plaatsing in diverse playlists.
Vervolgens verschijnen in 2018 zijn eerste twee ep's, Blood Type en Resonance. Datzelfde jaar staat hij voor het eerst op een Nederlands podium, namelijk de kleine zaal van Paradiso op 29 oktober.
In 2019 vormt een sample van Cold War de basis voor Taylor Swifts nummer London Boy. Karpeh brengt dat jaar de ep Tables of Context uit, en speelt op 2 november 2019 in het Amsterdamse Bitterzoet.

## Discografie
Ep's
- Blood Type (2018)
- Resonance (2018)
- Table of Context (2019)

Singles
- "Cold War"
- "Joshua Tree"
- "Stolen Moments"
- "French Riviera"
- "Crowned"
- "Reasons"
- "Sidewinder"
- "Swim Home"